# Susan Page
Susan Page (Wichita, Kansas, 12 de febrero de 1951) es una periodista, biógrafa, actual jefa de la delegación del USA Today en Washington (Estados Unidos).

## Biografía
Page, oriunda de Wichita, Kansas, se graduó en 1973 de la Escuela de Periodismo Medill de la Universidad del Noroeste, donde fue editora en jefe del Daily Northwestern .Tiene una maestría de la Escuela de Periodismo de la Universidad de Columbia.
Además del periodismo, su otra gran afición fue la música, empezando por estudiar oboe en tercer grado, participando en orquestas escolares durante su educación en la escuela pública. También fue la editora en jefe de su anuario de la escuela secundaria, The Hoofbeats, y se desempeñó como reportera y editora de su periódico de la escuela secundaria, The Stampede. Consideró asistir a la escuela de música, pero finalmente decidió seguir la escuela de periodismo en la Universidad del Noroeste.
En 1982, se casó con Carl Leubsdorf, columnista sindicado y exjefe de la Oficina de Washington para The Dallas Morning News, en una ceremonia no confesional en Washington D. C..

## Carrera
Page ha destacado por trabajar como corresponsal en la Casa Blanca, cubriendo la actualidad informativa política durante seis administraciones diferentes, diez elecciones presidenciales y entrevistó a nueve presidentes. Fundó y es anfitriona de una premiada serie de video para USA Today, conocida como "Capital Download". Aparece con frecuencia en las redes de noticias por cable como analista y, a menudo, presenta como invitada The Diane Rehm Show, de la emisora National Public Radio.
Fue la primera mujer en servir como presidenta musical del programa Gridiron Club y fue la presidenta del club de la asociación de periodistas más antigua de Washington, en 2011. Fue presidenta de la Asociación de Corresponsales de la Casa Blanca en 2000. También se desempeñó como presidenta de los Premios de Periodismo Robert F. Kennedy y en dos ocasiones fue jurado de los Premios Pulitzer.
Su primer libro fue una biografía de la ex primera dama Barbara Bush titulada "The Matriarch: Barbara Bush and the Making of an American Dynasty" en 2019. Ese mismo año firmó un acuerdo para escribir una biografía de la presidenta de la Cámara de Representantes, Nancy Pelosi, titulada provisionalmente "Madam Speaker: Nancy Pelosi and the Lessons of Power".
En 2020, Page fue seleccionada como moderadora del debate vicepresidencial de 2020 entre Mike Pence y Kamala Harris, que tuvo lugar el 7 de octubre de 2020 en Salt Lake City.

## Premios
Page ha ganado varios premios por su trabajo, incluidos:
- Merriman Smith Memorial Award,
- Aldo Beckman Memorial Award,
- Gerald R. Ford Prize for Distinguished Reporting on the Presidency (dos veces) y
- Sigma Delta Chi Distinguished Service Award (compartido).

## Obras
- 2019, The Matriarch: Barbara Bush and the Making of an American Dynasty ISBN 978-1549181375
- 2021, Madam Speaker: Nancy Pelosi and the Lessons of Power ISBN 978-1538750698